# Sant'Angelo in Gianicolo
Sant'Angelo in Gianicolo var en kyrkobyggnad i Rom, helgad åt den helige ärkeängeln Mikael. Kyrkan var belägen på Janiculum i Rione Trastevere.

## Kyrkans historia
Kyrkan antas ha uppförts kort efter år 1000. Kyrkans tidigaste dokumenterade omnämnande återfinns i en bulla, promulgerad år 1123 av påve Calixtus II (1119–1124).
Kyrkan var belägen i närheten av San Pietro in Montorio på Janiculum. Kyrkan ska i folkmun ha benämnts Santi Angeli in Ginocchio, vilket åsyftar en legend, som förtäljer att två änglar knäböjde i vördnad vid aposteln Petrus martyrium.
Kyrkans sista dokumenterade omnämnande står att finna i Il Catalogo del 1492, upprättad under påve Alexander VI:s (1492–1503) pontifikat.
En inskription från Jubelåret 1500 i Santa Maria in Trastevere, tidigare i Santa Dorotea, lyder:

## Omnämningar i kyrkoförteckningar
| Katalog                      | År         | Benämning                           |
| ---------------------------- | ---------- | ----------------------------------- |
| Catalogo di Cencio Camerario | 1192       | sco. Angelo in Iannuculo            |
| Il Catalogo Parigino         | cirka 1230 | s. Angelus in Genuculo              |
| Il Catalogo di Torino        | cirka 1320 | Ecclesia sancti Angeli in Ianniculo |
| Il Catalogo del 1492         | 1492       | SS. Angeli in Ginocchio             |